# Базилів
Базилів, Базалів (рос. Базилев) — колишній хутір у Чуднівській волості Житомирського й Полонського повітів Волинської губернії та Червонохатківській сільській раді Чуднівського, Миропільського, Довбишського, Баранівського районів Волинської округи, Київської та Житомирської областей.

## Населення
У 1906 році налічувалося 26 жителів, дворів — 6, станом на 1923 рік — 121 особа, кількість дворів — 29.
Кількість населення, станом на 1924 рік, становила 85 осіб, дворів — 15.

## Історія
В 1906 році — хутір Чуднівської волості (3-го стану) Житомирського повіту Волинської губернії. Відстань до повітового та губернського центру, м. Житомир, становила 48 верст, до волосної управи в м. Чуднів — 7 верст. Найближче поштово-телеграфне відділення розташовувалось в Чуднові.
У 1923 році увійшов до складу новоствореної Дранецькохатківської (згодом — Червонохатківська) сільської ради, котра, від 7 березня 1923 року, стала частиною новоутвореного Чуднівського району Житомирської (згодом — Волинська) округи. Відстань до районного центру, містечка Чуднів, становила 28 верст, до центру сільської ради, с. Дранецькі Хатки — 2 версти.
Від 27 червня 1925 року, разом із сільською радою, увійшов до складу Миропільського району, 1 вересня 1925 року — Довбишського (згодом — Мархлевський), 17 жовтня 1935 року — Баранівського та 14 травня 1939 року — до Щорського району Житомирської області.
Станом на 1 жовтня 1941 року не перебуває на обліку населених пунктів.